# Dimitry Kochenov
Dimitry Vladimirovich Kochenov (Russisch: Дмитрий Владимирович Коченов) (Gorki, 1979) is een Russisch-Nederlandse hoogleraar Europees constitutioneel Recht en Burgerschap, in het verleden werkzaam aan de Rijksuniversiteit Groningen. Hij staat bekend als expert op het gebied van burgerschap en migratierecht in de Europese Unie.

## Academische loopbaan
Dimitry Kochenov groeide op in de Sovjet-Unie en studeerde tussen 1996 en 2001 zowel Franse taal en cultuur als rechten in Nizjni Novgorod. Vervolgens behaalde Kochenov een tweede juridische graad in 2002 aan de Centraal-Europese Universiteit in Boedapest, Hongarije. Vervolgens promoveerde hij in 2007 te Groningen in de rechten, waar hij vervolgens ook doceerde en in 2011 universitair hoofddocent werd.
Zijn onderzoek spitst zich toe op de Europese rechtsorde en in het bijzonder migratierecht, minderhedenbeleid en discriminatie. Kochenov houdt zich ook bezig met de rechtsstaat in de Europese Unie; daarover publiceerde hij onder andere Europe's Justice Deficit? (2015, met Gráinne de Búrca en Andrew Willems) en The Enforcement of EU Law and Values (2017, met András Jakab).

## Nevenfuncties
Naast zijn academische werk, was Kochenov directeur en bestuursvoorzitter van de lobbyvereniging Investment Migration Council (IMC). Ook adviseerde hij (betaald) overheden over hun naturalisatiewetgeving en was hij adviseur bij Henley & Partners, welke overheden adviseert op het gebied van wetgeving rond burgerschap en naturalisatie (deze functie legde hij in 2019 neer). Samen brachten Kochenov en Christian Kälin, de voorzitter van Henley & Partners, een nationaliteitsranking uit.
In 2019 kwam Kochenov na een uitzending van Nieuwsuur in opspraak omdat hij zowel academisch expert als lobbyist was op het gebied van dubbele nationaliteiten en burgerschap, specifiek in de context van naturalisatie en de legale paspoorthandel in Malta. De Rijksuniversiteit Groningen startte vervolgens een onderzoek naar zijn rol bij de omstreden naturalisatieregelgeving. Kochenov beweerde dat zijn nevenwerkzaamheden geen conflict opleverden en met medeweten van de universiteit werden uitgevoerd.
In 2021 werd bekend dat Kochenov niet langer werkzaam is bij de Rijksuniversiteit Groningen.